# بوب بينيت
بوب بينيت (16 يونيو 1940 - ) (بالإنجليزية: Bob Bennett)‏ هو لاعب كريكت بريطاني.